# Чтение для вкуса, разума и чувствований

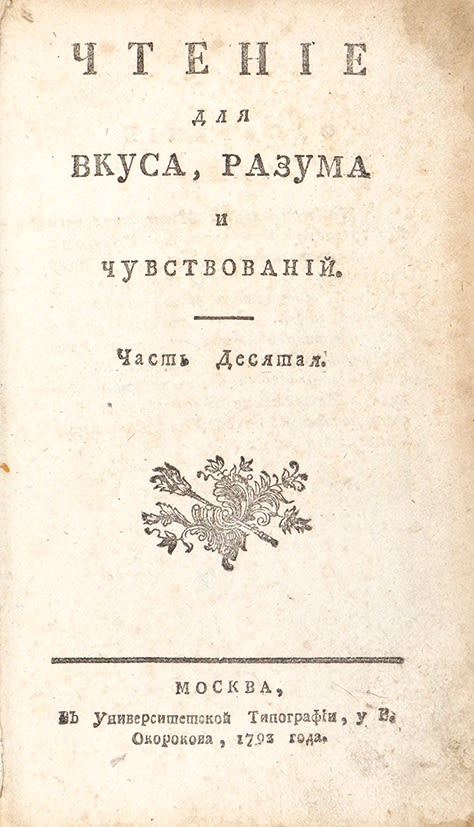

«Чтение для вкуса, разума и чувствований» — периодическое издание, выходившее в Москве в 1791—1793 годы как приложение к каждому номеру газеты «Московские ведомости».
Издателями были В. И. Окороков и А.А. Светушкин, редактором В. С. Подшивалов. Вышло 105 номеров. Главное содержание — переводные повести.
В издании принимали участие А. Мерзляков, П. Петров, Н. Савин, А. Лопухин, Н. Муравьёв, Н. Осипов, А. Дашкова, князь П. Гагарин, И. Аверин, Ю. Нелединский-Мелецкий, князь Е. Цицианов, А. Савин, А. Скворцов, М. Вышеславцев, А. Лабзин и др.